# Eufônico

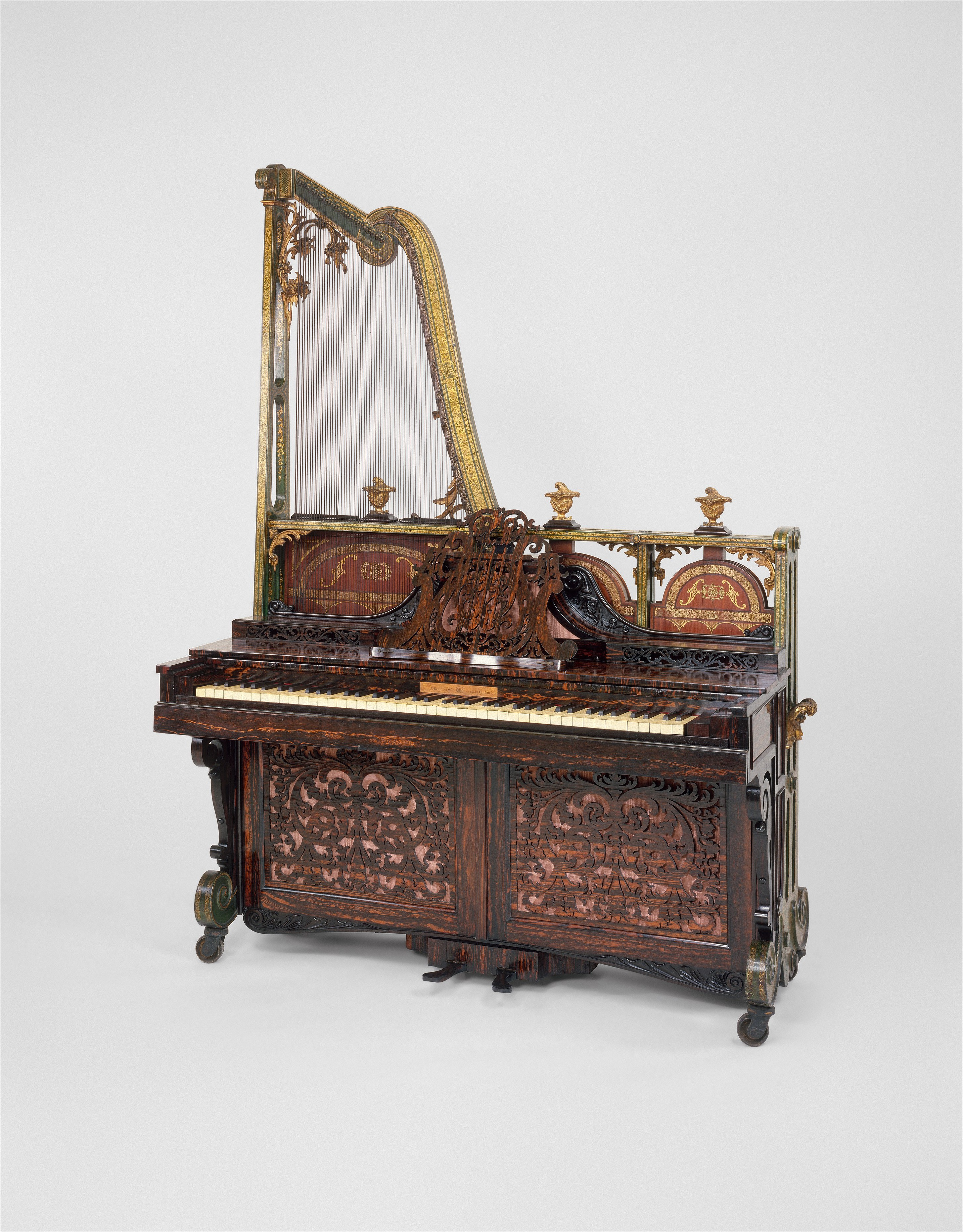
Eufônico (1843) pela empresa britânica F. Beale & Co.

Eufônico é um instrumento de cordas e teclado, semelhante ao piano, com cordas de harpa.
A característica distintiva do eufônico é a presença de uma armação metálica da harpa, que se projeta à esquerda, de tal forma que as cordas médias e graves são vistas exteriormente, como na claviarpa. Ele também tem um encordamento incomum e modalidades de afinação, e um dos primeiros exemplos da ação suspensa. Ao invés de uma única caixa de ressonância, ele tem três  que imitam a aparência do violoncelo (por trás das cordas graves), viola (atrás das cordas médias) e violino (atrás do cordas agudas).
Embora o eufônico seja semelhante a uma claviarpa aparentemente, a execução deste instrumento é diferente desta: faz tocar as cordas com martelos, em vez de tangê-las, como num cravo.
O eufônico foi inventado por John Stewart, em Londres, em 1841 (patente no. 9023, concedido em 1841) e fabricados por Frederick Beale and Company. Ele nunca foi popular, mas uma série de exemplos existem em bom estado em coleções em museus.